# Маршал військово-повітряних сил
Маршал військово-повітряних сил, маршал повітряних сил або маршал авіації — це п'ятизіркове звання (або еквівалент НАТО OF-10) термін для найвищого рангу в деяких військово-повітряних силах. Зазвичай це прямий еквівалент генерала повітряних сил в інших військово-повітряних силах, фельдмаршала або генерала армії в багатьох арміях або військово-морського адмірала флоту.

## Старшинство
Маршал військово-повітряних сил можна належним чином вважати еквівалентом армійських маршалів або фельдмаршалів у багатьох країнах, а також морського звання адмірала флоту. Тобто маршал військово-повітряних сил – це п’ятизіркове звання, а в країнах НАТО воно позначається кодом рангу OF-10. Як старше звання, зустрічається дуже рідко. Його нагороджують найвищим офіцерам великих ВПС, або у церемоніальній якості главам держав або членам королівських сімей.
У військово-повітряних силах Австралії, Індії, Таїланду та Сполученого Королівства «маршали повітряних сил» є безпосередньо старшими за головних маршалів авіації. У випадку Нової Зеландії, незважаючи на присвоєне звання маршала Королівських ВПС Нової Зеландії, жоден офіцер Королівських ВПС Нової Зеландії не отримав звання вище, ніж маршал авіації, а новозеландське звання головного маршала авіації існує лише на папері. Ситуація, подібна до ситуації в Новій Зеландії, також існувала в Малайзії до 1970-х років, коли Королівські ВПС Малайзії замінили свої офіцерські звання на генерал-офіцери, хоча вони зберегли звання маршала Королівських ВПС Малайзії. Звання маршала Королівських ВПС Канади ніколи не було присвоєно.
В нациській Німеччині люфтваффе, як і армія (сухопутні війська), використовували звання генерал-фельдмаршала (фельдмаршала), що було еквівалентом ґроссадміралу у ВМС. Генерал-фельдмаршал був старшим після генерал-оберста (генерал-полковника), і це було найвище звання німецьких військово-повітряних сил і армії до підвищення Германа Герінга, командувача Люфтваффе, до ще вищого звання рейхсмаршала (імперського маршала).

## Звання маршала військово-повітряних сил в країнах світу
Звання виникло в Британських Королівських ВПС (RAF), у яких найстаршим званням залишається маршал Королівських повітряних сил. Декілька інших військово-повітряних сил Співдружності та інших, на які вплинула практика Королівських ВПС (особливо на Близькому Сході), мають подібні назви для найвищого рангу, як-от Маршал Королівських ВПС Австралії (RAAF). У таких випадках іноді плутають наступні найвищі звання: головний маршал авіації та маршал авіації (власне). Звання маршала  Королівських ВПС існувало на папері з 1919 року; першою особою, яка мала це звання, був лорд Х'ю Тренчард з 1927 року. У Великій Британії це звання часто мав найстарший, служачий офіцер Королівських ВПС, тоді як в інших країнах Співдружності еквівалентне звання було суто церемоніальним або почесним за функцією.
Португальською еквівалентом військово-повітряних сил є Marechal do Ar (букв. «Маршал повітряних сил») у Бразилії або Marechal у Португалії, обидва з яких іноді перекладаються як «маршал повітряних сил». У минулому подібна назва використовувалася для найвищого рангу в італійських військово-повітряних силах.
Володар кількох вищих чинів у військово-повітряних силах Індонезії (Tentara Nasional Indonesia-Angkatan Udara; TNI-AU) може називатися marsekal di TNI-AU (букв. «маршал TNI-AU»). Найвище звання — Marsekal Besar («великий маршал»), іноді перекладається як «маршал військово-повітряних сил».
У нацистській Німеччині найвищим званням Люфтваффе був генерал-фельдмаршал (звання, яке також використовувалося в німецькій армії). Хоча командувач Люфтваффе Герман Герінг був єдиною особою, яка мала більш високе звання рейхсмаршала, це звання технічно міг бути присвоєний будь-якому старшому офіцеру Heer (армії), Kriegsmarine (флот) і Люфтваффе, які разом складалися з Вермахт.
Військово-повітряні сили колишнього Радянського Союзу мали звання «головний маршал авіації» (або «головний маршал військово-повітряних сил») і маршал авіації (або «маршал військово-повітряних сил»), але це було чотири: зірковий і тризірковий ранги відповідно (і, отже, еквівалентні нижчим рангам Британських ВПС головного маршала та маршала авіації відповідно).
Сполучені Штати не використовують це звання, натомість використовують звання генерала військово-повітряних сил, яке було присвоєно лише один раз і наразі зберігається лише на папері. Китай також не використовує звання маршала, віддаючи перевагу генеральському званню першого класу (kong jun yi ji shang jiang), яке ніколи не носив офіцер ВПС і було скасовано в 1994 році.
Іспанія використовує еквівалентне звання генерал-капітана ВПС, яке має лише король Феліпе VI.
Цей ранг також існує або існував в Афганістані, Бангладеш, Брунеї, Ірані, Південній Кореї, Нігерії, Пакистані та Південному В'єтнамі, але не всі ці країни використовували його. Військово-повітряні сили Туреччини мають звання hava mareşalı (буквально маршал авіації, але еквівалент п’ятизіркового звання). Військово-повітряні сили Індонезії зберігають звання marsekal besar (буквально «великий маршал», а також п'ятизіркове звання), хоча жоден офіцер ВПС Індонезії ніколи не отримав це звання. Військово-повітряні сили Франції, як і французька армія, мають найвище звання маршала Франції. Однак, на відміну від сухопутної армії, у ВПС жодного зі своїх офіцерів ніколи не було призначено маршалом Франції.

## Знаки розрізнення
Різні військово-повітряні сили використовують різноманітні знаки розрізнення, які мають звання маршала ВПС. Деякі, як-от Королівські ВПС, беруть візерунок із мережива на рукавах для адмірала флоту, використовуючи одну широку світло-блакитну смугу на ширшій широкій чорній смузі з чотирма вузькими світло-блакитними смугами кожна на трохи ширших чорних смугах. Інші використовують шаблон із зірок, яких зазвичай нараховують п’ять.